# Mecynidis
Mecynidis és un gènere d'aranyes araneomorfes de la subfamília Erigoninae, dins de la família Linyphiidae. Col·locat originalment amb les Theridiidae, es va traslladar a la família Linyphiidae el 1964.
Es pot trobar a l'Àfrica subsahariana: Angola, Kenya, Sud-àfrica, i Tanzània:
Fou descrit per primera vegada l'any 1894 per Eugène Louis Simon.

## Llista d'espècies
Segons The World Spider Catalog 12.0:
- Mecynidis antiqua Jocqué & Scharff, 1986 – Tanzània
- Mecynidis ascia Scharff, 1990 – Tanzània
- Mecynidis bitumida Russell-Smith & Jocqué, 1986 – Kenya
- Mecynidis dentipalpis Simon, 1894 (Espècie tipus) – Sud-àfrica
- Mecynidis laevitarsis Miller, 1970 – Angola
- Mecynidis muthaiga Russell-Smith & Jocqué, 1986 – Kenya
- Mecynidis scutata Jocqué & Scharff, 1986 – Tanzània
- Mecynidis spiralis Jocqué & Scharff, 1986 – Tanzània